# Канавај-Чанеа (Савона)
Канавај-Чанеа је насеље у Италији у округу Савона, региону Лигурија.
Према процени из 2011. у насељу је живело 11 становника. Насеље се налази на надморској висини од 119 м.